# Tadhg Furlong
Tadhg Furlong (irl. ang. wym. [ˌtaɪg ˈfɚːlɒːŋ], ur. 14 listopada 1992 r. w Wexfordzie) – irlandzki rugbysta występujący na pozycji prawego filara. Reprezentant kraju, medalista mistrzostw Europy U-18, dwukrotny uczestnik pucharu świata, zdobywca Wielkiego Szlema w Pucharze Sześciu Narodów, zawodnik British and Irish Lions, klubowy zwycięzca ligi krajowej oraz mistrz Europy.

## Młodość
Furlong dorastał na farmie w niewielkiej wsi Campile w hrabstwie Wexford. Od dzieciństwa przejawiał liczne talenty sportowe. Był zawodnikiem klubu Horsewood GAA, gdzie grał w drużynach futbolowej i hurlingowej. Ze szczególnym powodzeniem uprawiał drugą z wymienionych dyscyplin, występując w juniorskich reprezentacjach hrabstwa. Także później, w czasie nauki w Good Counsel College w New Ross nadal uprawiał tradycyjne irlandzkie gry zespołowe. Jednocześnie uczęszczał na zajęcia rugby union do klubu New Ross R.F.C., gdzie jego ojciec był trenerem młodzieży (po raz pierwszy dołączył do grupy młodzików w kategorii do lat 8). Niemniej aż do ukończenia 16. roku życia swój czas poświęcony na sport dzielił pomiędzy rugby (głównie w zimie) oraz ulubiony hurling (latem). Dopiero wówczas w pełni poświęcił się rugby, w wieku 17 lat zdobywając powołanie do reprezentacji południowo-wschodnich hrabstw kraju.
Przyszły reprezentant Irlandii ukończył szkołę w 2010 roku, zaliczając egzaminy z techniki oraz ekonomii i zarządzania. Otrzymał wówczas szansę dalszego szkolenia sportowego w strukturach Leinster Rugby. Przed sezonem 2010/2011 dołączył do drużyny juniorów, jednocześnie zmieniając przynależność klubową na poziomie amatorskiej All-Ireland League (AIL): drużynę New Ross zamienił na dubliński Clontarf F.C. W 2011 roku trafił do właściwej akademii Leinsteru. W swoim pierwszym sezonie na tym poziomie Furlong uszkodził tkankę chrzęstną w stawie ramiennym, co skutkowało ponad półroczną pauzą. Także pozostałe dwa lata w akademii nie były wolne od przerw w treningach. W marcu 2013 roku w czasie meczu AIL pomiędzy Clontarf a Bohemians gracz po ataku jednego z rywali doznał pęknięcia nerki. Choć interwencja chirurgiczna nie była konieczna, jednak przez kolejne 20 tygodni młody filar nie mógł podejmować żadnej aktywności fizycznej. Niedługo po powrocie do zdrowia Furlong przeszedł zabieg wycięcia wyrostka robaczkowego i ponownie zmuszony był wstrzymać się od treningów przez dłuższy czas. W trakcie wymuszonych przerw zawodnik zdobył wyższe wykształcenia w zakresie przedsiębiorczości (specjalizacja finansowość) na Dublin City University.
Spędziwszy cztery lata w młodzieżowych drużynach Leinster Rugby, w 2014 roku Furlong otrzymał profesjonalny kontrakt i na stałe dołączył do pierwszej drużyny.

## Kariera klubowa
W profesjonalnych rozgrywkach debiutował wciąż jako zawodnik trzeciego roku akademii Leinsteru. Pierwsze spotkanie w Pro12 zaliczył w listopadzie 2013 roku, z ławki rezerwowych pojawiając się na boisku w starciu z Newport Gwent Dragons. Drużyna z Dublina rozgrywki zakończyła na najwyższym stopniu podium, w majowym finale pokonując Glasgow Warriors. Niemniej sam Furlong w zmaganiach ligowych wystąpił zaledwie siedmiokrotnie (trzy razy w pierwszym składzie), w tym po raz ostatni w marcu 2014 roku. Jednocześnie był członkiem zespołu rezerw, który po zwycięstwie nad Leeds wywalczył British and Irish Cup.
Dobre występy sprawiły, że przed sezonem 2014/2015 urodzony w Wexfordzie zawodnik został nagrodzony miejscem w drużynie. Początkowo z uwagi na dużą konkurencję w składzie jego okazje do gry były ograniczone – przed nim w hierarchii plasowali się reprezentanci Irlandii Mike Ross i Marty Moore, natomiast na pozycji lewego filara podstawowym zawodnikiem był Michael Bent. Niemniej kontuzje rywali do miejsca w drużynie (w szczególności Moore’a) pozwoliły młodemu zawodnikowi na stosunkowo regularne zajmowanie pozycji wśród zmienników. Ostatecznie w swoim pierwszym sezonie jako zawodowiec Furlong opuścił zaledwie dwa mecze, występując w pierwszym składzie siedmiokrotnie i aż 18 razy pojawiając się na placu gry jako rezerwowy. W sezonie tym zaliczył także swój debiut w rozgrywkach europejskich (październikowe spotkanie z Wasps). Z czasem jego pozycja w drużynie stale rosła. W kolejnym roku częściej pojawiał się już na boisku jako zawodnik podstawowy niż jako zmiennik, by w 2017 roku wygrać rywalizację z kończącym sportową karierę Rossem. Mniej więcej w tym samym czasie skupił się wyłącznie na grze na pozycji prawego filara, porzucając sporadyczne występy po drugiej stronie młyna, jakie dotąd zdarzało mu się notować. W grudniu 2017 roku Furlong przedłużył swój kontrakt z Leinster Rugby o kolejne trzy sezony, do lata 2021 roku. Wedle medialnych doniesień miał w ten sposób zostać jednym z najlepiej opłacanych rugbystów w kraju, plasując się pod tym względem jedynie za Jonathanem Sextonem i Conorem Murrayem. Komentatorzy wskazywali, że nowa umowa miała zabezpieczyć drużynę z Dublina przed zakusami bogatych klubów francuskich mogących kusić Irlandczyka lukratywnymi ofertami.
W 2018 roku Furlong był centralną postacią drużyny, która wywalczyła podwójną koronę. Najpierw ekipa Leinster sięgnęła po tytuł klubowych mistrzów Europy, w finale pokonując Racing 92, by dwa tygodnie później w finale ligi Pro14 pokonać walijską drużynę Scarlets. Rok później Irlandczycy byli bliscy powtórzenia tego osiągnięcia. Choć jednak zdołali obronić tytuł mistrzowski w Pro14 (nieznaczna wygrana z Glasgow Warriors), to wcześniej w finale Champions Cup 10:20 ulegli Anglikom z Saracens. Filar zdobył jedyne przyłożenie swojej drużyny.

## Kariera reprezentacyjna
Zawodnik New Ross R.F.C. jesienią 2008 roku otrzymał powołanie na zbliżający się sezon do reprezentacji klubów U-18 (obok reprezentacji szkół jednej z dwóch drużyn narodowych w tej kategorii wiekowej). Furlong miał wówczas niespełna 16 lat. W marcu 2009 roku znalazł się w kadrze na mistrzostwa Europy, gdzie ostatecznie Irlandczycy zajęli trzecią lokatę. Rok później uczestniczył w kolejnej edycji tego turnieju. Tym razem drużyna z Zielonej Wyspy dotarła do samego finału, ulegając w nim rówieśnikom z Francji.
Przed sezonem reprezentacyjnym 2010/2011 młody filar awansował do drużyny do lat 19. Niemniej już kilka miesięcy później 18-latek brał udział w zmaganiach zespołu U-20 podczas młodzieżowego Pucharu Sześciu Narodów. Następnie otrzymał powołanie na mistrzostwa świata w tej samej kategorii wiekowej, podczas których Irlandczycy po porażce z Walią zakończyli zawody na ósmym miejscu. Ze względu na swój wiek Furlong brał udział także w młodzieżowych mistrzostwach świata rozgrywanych rok później w Południowej Afryce, gdzie Irlandia zajęła piątą lokatę. Łącznie w dwóch wspomnianych turniejach brał udział we wszystkich 10 meczach swojej drużyny, tylko raz pełniąc rolę zmiennika.
Na kolejne powołanie do reprezentacji musiał poczekać do jesieni 2014 roku. Wobec kontuzji w składzie po raz pierwszy został włączony do drużyny seniorów przygotowującej się wówczas do listopadowego meczu testowego z Gruzją. Podobnie rolę partnera treningowego pełnił podczas zgrupowania kadry przed Pucharem Sześciu Narodów 2015. Pierwszy występ w barwach narodowych zaliczył w maju 2015 roku w spotkaniu z Barbarians, podczas którego w skład irlandzkiej drużyny wchodzili wyłącznie gracze Leinsteru i Ulsteru. Oficjalny debiut przypadł na mecz z Walią stanowiący przedostatni sparing przed pucharem świata w Anglii. Został wówczas pierwszym wychowankiem New Ross w kadrze narodowej. Miejsce w reprezentacji Furlong zawdzięczał przede wszystkim kontuzjom bardziej doświadczonych graczy, choć on sam niespełna tydzień wcześniej zdążył wrócić po urazie uda, który wykluczył go z treningów na ponad miesiąc. Kiedy zaledwie trzy dni później selekcjoner Joe Schmidt ogłaszał skład na mistrzostwa, gracz Leinster Rugby znalazł się wśród powołanych. W czasie turnieju Furlong wystąpił zaledwie raz, z ławki rezerwowych wchodząc na boisko w grupowym meczu z Rumunią.
Przełomowym okresem dla kariery reprezentacyjnej filara z Wexfordu był rok 2016. Początkowo, choć znalazł się w składzie reprezentacji na Pucharu Sześciu Narodów, to jedynie dwukrotnie pojawił się na placu gry jako zmiennik. Podczas czerwcowych spotkań z Południową Afryką zaliczył swój pierwszy mecz w podstawowym składzie, czym rozpoczął imponującą serię występów. W czasie wspomnianych gier w RPA Irlandczycy odnotowali pierwsze w swojej historii zwycięstwo nad „Springboks” odniesione na terenie rywali. Szczególne wrażenie wywarły występy Furlonga podczas jesiennych meczów testowych. W podstawowym ustawieniu pojawiał się w starciach z Nową Zelandią (dwóch) i Australią. Dwa z nich zakończyły się zwycięstwem Irlandczyków, w tym historyczne, pierwsze wygrane spotkanie z „All Blacks”.
Rok 2017 Furlong rozpoczął jako podstawowy prawy filar reprezentacji, na stałe wyprzedzając w hierarchii doświadczonego Mike’a Rossa. W pierwszym składzie wystąpił we wszystkich meczach Pucharu Sześciu Narodów, by w kwietniu otrzymać powołanie do międzynarodowej ekipy British and Irish Lions. W czasie tournée po Nowej Zelandii Irlandczyk rozegrał trzy sparingi (w tym jeden jako zmiennik), a także trzy mecze przeciw „All Blacks” (wszystkie w pierwszym składzie). Choć ostatecznie seria pozostała nierozstrzygnięta (w trzech meczach zwycięstwo każdej z drużyn oraz remis), powszechnie wskazywano, że Furlong był jednym z najlepszych zawodników swojej drużyny. Ponownie wyróżniającym się graczem był także podczas Pucharu Sześciu Narodów 2018, choć opuścił mecze z Włochami i Walią (w pierwszym z wymienionych spotkań z powodu kontuzji zmuszony był opuścić boisko po zaledwie trzech minutach gry). Irlandzka reprezentacja pokonała wszystkich pięciu rywali, zdobywając tym samym Wielki Szlem. W dalszej części roku Furlong brał udział w wygranej 2:1 czerwcowej serii meczów z Australią (w jednym ze spotkań został okrzyknięty najlepszym graczem na boisku), a także zwycięskich starciach z Argentyną i Nową Zelandią.
W roku 2019 raz jeszcze był podstawowym graczem swojej drużyny podczas Pucharu Sześciu Narodów, zaś we wrześniu otrzymał powołanie na rozgrywany w Japonii puchar świata. Irlandzka drużyna przystępowała do mistrzostw w gronie faworytów, w pewnym momencie nawet jako lider światowego rankingu. Zespół nie zdołał jednak sprostać oczekiwaniom – Irlandia w fazie grupowej doznała porażki z gospodarzami turnieju, przez co w fazie ćwierćfinałowej trafiła na Nowozelandczyków. Ekipa „All Blacks”, rok wcześniej ograna w pojedynku w Dublinie, tym razem zdominowała Irlandczyków, pokonując ich aż 46:14. Pod względem indywidualnym filar wziął udział w pięciu turniejowych spotkaniach, dwukrotnie zdobywając punkty przez przyłożenie.
Po mistrzostwach w reprezentacji Irlandii doszło do znaczących zmian: Schmidta na stanowisku selekcjonera zastąpił Andy Farrell, zaś po zakończeniu kariery przez Rory’ego Besta nowym kapitanem został Jonathan Sexton. Sam 27-letni Furlong wszedł w skład nowo powołanej rady drużyny.
W maju 2021 roku ogłoszono, że zawodnik znalazł się w składzie British and Irish Lions na serię spotkań w Południowej Afryce.

### Statystyki
Stan na 23 lutego 2020 r.
Występy na arenie międzynarodowej
| Drużyna narodowa | Rok  | Mecze | Punkty |
| ---------------- | ---- | ----- | ------ |
| Irlandia         | 2015 | 3     | 0      |
| Irlandia         | 2016 | 8     | 0      |
| Irlandia         | 2017 | 8     | 0      |
| Irlandia         | 2018 | 9     | 5      |
| Irlandia         | 2019 | 13    | 15     |
| Irlandia         | 2020 | 3     | 5      |
| Suma             | Suma | 44    | 25     |

| Zespół | Rok  | Mecze | Punkty |
| ------ | ---- | ----- | ------ |
| Lions  | 2017 | 3     | 0      |
| Suma   | Suma | 3     | 0      |

Przyłożenia na arenie międzynarodowej
| Lp. | Data                 | Miejsce                                  | Przeciwnik | Rozgrywki                   |
| --- | -------------------- | ---------------------------------------- | ---------- | --------------------------- |
| 1.  | 16 czerwca 2018      | Melbourne Rectangular Stadium, Melbourne | Australia  | mecz testowy                |
| 2.  | 7 września 2019      | Aviva Stadium, Dublin                    | Walia      | mecz testowy                |
| 3.  | 22 września 2019     | Stadion Nissan, Jokohama                 | Szkocja    | Puchar Świata w Rugby 2019  |
| 4.  | 12 października 2019 | Level-5 Stadium, Fukuoka                 | Samoa      | Puchar Świata w Rugby 2019  |
| 5.  | 8 lutego 2020        | Aviva Stadium, Dublin                    | Walia      | Puchar Sześciu Narodów 2020 |

## Nagrody i wyróżnienia
- nagroda European Professional Club Rugby dla najlepszego zawodnika w Europie (EPCR European Rugby Player of the Year):
  - 2019 – nominacja[64]
  - 2020 – nominacja[65]
- nagroda Rugby Players Ireland dla zawodnika roku według współzawodników (RPI Players’ Player of the Year):
  - 2017 – nominacja[66]
  - 2018 – nominacja[67]
- nagroda Rugby Players Ireland dla zawodnika roku 2017 według kibiców (RPI Supporters’ Player of the Year)[66]
- nominacja do nagrody Rugby Union Writers’ Club dla osobowości roku 2018 (RUWC Personality of the Year)[68]

## Styl gry
Znakiem rozpoznawczym Furlonga jest przede wszystkim bardzo silna gra w młynie dyktowanym. Jednak tym, co odróżnia go od wielu zawodników występujących na tej samej pozycji, jest także dobra postawa w „grze otwartej”. Dysponuje szerokim – jak na tak potężnie zbudowanego gracza – wachlarzem zagrań technicznych tak jeśli chodzi o poruszanie się po boisku jak i zagrania ręką. Zdaniem części komentatorów wynikają one także z tego, że filar w młodości uprawiał futbol gaelicki czy hurling. W połączeniu ze znaczną siłą i mobilnością umiejętności te sprawiają, że Furlong wyróżnia się pod tym kątem spośród innych graczy pierwszej linii młyna, zwłaszcza prawych filarów cechujących się zazwyczaj małym zaangażowaniem w „grę otwartą”.

## Życie osobiste
Ojciec zawodnika, James był farmerem w Campile w południowo-wschodniej Irlandii. W przeszłości prowadził sklep mięsny. Amatorsko grywał też w rugby na pozycji filara w klubie New Ross R.F.C. – podobnie jak później jego syn. Matka Furlonga, Margaret przybyła do południowego Leinsteru z wyspy Whiddy w hrabstwie Cork. W przeszłości była dyrektorem Ballycullane National School we wsi Ballycullane. Tadhg ma młodszego brata Eoina.